# Municipio de Lemay
El municipio de Lemay (en inglés: Lemay Township) es un municipio ubicado en el condado de San Luis en el estado estadounidense de Misuri. En el año 2010 tenía una población de 34736 habitantes y una densidad poblacional de 1.172,35 personas por km².

## Geografía
El municipio de Lemay se encuentra ubicado en las coordenadas 38°31′4″N 90°17′40″O / 38.51778, -90.29444. Según la Oficina del Censo de los Estados Unidos, el municipio tiene una superficie total de 29.63 km², de la cual 27.61 km² corresponden a tierra firme y (6.83%) 2.02 km² es agua.

## Demografía
Según el censo de 2010, había 34736 personas residiendo en el municipio de Lemay. La densidad de población era de 1.172,35 hab./km². De los 34736 habitantes, el municipio de Lemay estaba compuesto por el 92.73% blancos, el 2.62% eran afroamericanos, el 0.22% eran amerindios, el 2% eran asiáticos, el 0.04% eran isleños del Pacífico, el 0.79% eran de otras razas y el 1.59% pertenecían a dos o más razas. Del total de la población el 2.79% eran hispanos o latinos de cualquier raza.